# Історія нафто- і газовидобування в Україні
Історія нафто- і газовидобування в Україні
За запасами нафти та газу Україна посідає четверте місце в Європі після Норвегії, Великої Британії та Нідерландів. На її території розташовані три нафтогазових регіони: Західний (Львівська, Івано-Франківська, Чернівецька, Закарпатська обл.), Східний (Полтавська, Сумська, Харківська та Чернігівська обл.) та Південний (Причорноморсько-Кримський).
Історично першим був освоєний Західний нафтогазоносний регіон, який має багатосотлітню і вельми цікаву історію. Загалом на сьогоднішній день з 91 родовища регіону 21 нафтове, 4 нафтогазові, 6 нафтогазоконденсатні, 44 газові, 6 газоконденсатні.

## Перші відомості про українську нафту
В Україні нафту вперше почали видобувати на Прикарпатті в XVI — на початку XVII ст. Але нафтопрояви в Українських Карпатах місцеве населення спостерігало з давніх-давен, що позначилося на топонімах, які походять від автохтонної назви нафти — «ропа»: Роп'янка, Ріпне, Ропиця та ін. За даними дослідника історії нафтовидобування Володимира Михалевича на території Галичини про «скальну олію» було відомо ще у ХІІІ ст.
У XVI ст. місто Дрогобич отримало привілей на освітлення вулиць «скельним олієм». Перша згадка про карпатську нафту зустрічається в літературі в 1617 р. На старовинному промислі Слобода Рунгурська її добували з 1711 р.

## Нафтові промисли Борислава у XIX ст.— на початку XX ст
На початку XIX ст. нафтові поклади було відкрито в смузі від Добромиля через Дрогобич до Кут і далі до Румунії. Бориславське нафтогазове родовище почали розробляти в 1854 р.
Так як нафта знаходилася в пластах на глибині всього десятки, іноді — близько сотні метрів, то видобуток вівся через нафтові колодязі-ями. Їх копали переважно вздовж річки Тисмениці. У 1865 р. в Бориславі функціонувало близько 5 тис. ям глибиною 35-40 м. Добова продуктивність однієї копанки досягала 130–140 кг нафти. У 1870 р. видобуток нафти у Бориславі досяг 10,6 тис. т. Тут діяло близько 800 дрібних підприємств, на яких працювало майже 10 тис. робітників.
У останній третині XIX ст.. роках нафтовидобуток розширюється у всіх нафтовидобувних районах Західної України, зокрема на Станіславщині.
Водночас вдосконалюється техніка буріння. У 1886 р. у Бориславі розпочато буріння свердловин механічним ударним способом, а у 1893 р. — канатним способом. У кінці XIX ст. свердловинний спосіб видобутку повністю витісняє колодязний. Вже у 1894 р. перші свердловини дали до 150 т нафти на добу.
Починається український нафтовий бум. Глибина свердловин досягає 800 м і більше. Деякі свердловини дають фонтани до 3 тис. т нафти на добу з глибини понад 1000 м. Місто Борислав у цей час називають «Галицька Каліфорнія», цей регіон приваблює підприємців з усієї Європи і світу.
У 1906 р. у Бориславському нафтовому р-ні було видобуто 562 тис. т нафти, а в 1909 р. — понад 1,9 млн т. Зростає видобуток нафти в районі Стрільбич, Східниці, Космача, Пасічної, Биткова, Ріпного, Слободи Рунгурської, Болехова, інших нафтоносних р-нах Галичини.
Окремі свердловини у цей період нафтовидобутку давали феноменально великі, рекордні притоки нафти. Так, у 1908 р. фірма «Холендерський нафтовий синдикат» побудувала на ділянці Тустанович-Бориславського нафтового родовища свердловину «Ойл-Сіті». 13 червня вона дала нафту з глибини 1016 м. Дебіт свердловини зростав до 3000 т нафти на добу, що було максимальним видобутком на одну свердловину.
Динаміка нафтовидобутку по Галичині показує різке зростання обсягів видобутку в кінці XIX — на початку XX ст. (Рис.).
Промислова розробка бориславського нафтового родовища досягла апогею 1909 року (становила 5% світового видобутку нафти).

### Розвиток Західного нафтовидобувного регіону України у XX ст.
Після 1919 р. на Прикарпатті створили ряд акціонерних товариств з видобутку й переробки нафти: «Малопольське нафтове товариство», «Польська спілка з реалізації нафти», фірми «Борислав», «Вакуум», «Карпати», «Франко-Полонія» та ін. Господарями цих товариств та фірм були американські, англійські, французькі та німецькі підприємці. Видобуток нафти поступово зменшується. В Бориславському нафтовому р-ні у 1913 р. було видобуто понад 1 млн т нафти, а в 1938 р. — тільки 0,5 млн т. В цей час на Галичині діяло близько 40 нафтопромислів, близько 4100 свердловин.
Після 1939 р. промислові підприємства нафтогазоозокеритової галузі були націоналізовані і підпорядковані тресту «Укрнафтовидобуток» (управління в Бориславі). Німецька окупація перервала розвиток нафтогазової промисловості, який відновлюється в 1944 р.
У 1950-х роках всі підприємства галузі увійшли в об'єднання «Укрнафта». Починає активно розвиватися нафтовидобуток у Долині (за 1950-55 рр. видобуток нафти в Долинському нафтовому р-ні зріс у 20 разів), Битківському районі тощо. У середині 60-х років XX ст. видобуток нафти на Прикарпатті досяг максимуму. Подальше зниження видобутку — закономірний процес, пов'язаний з вичерпанням запасів. З 1966 р. застосовуються нові методи заводнення, циклічного витиснення водою нафти з продуктивних пластів.
З 1970-х років починається розвідка і видобування нафти на глибоких (4000-6000 м) і надглибоких (понад 6000 м) горизонтах. У 1975 р. шляхом надглибокого буріння відкрито Новосхідницьке нафтогазове родовище. Свердловина 3-Новосхідниця з глибини 4350 м дала нафту при дебіті понад 300 т за добу. Сумарно на початок 2000 р. свердловина видала 730 тис. т нафти і 284 млн м3 газу. Це найкращий показник видобутку нафти на одну свердловину на Прикарпатті.
В жовтні 1992 р. на Прикарпатті видобуто стомільйонну тонну нафти від часу обліку, тобто з 1886 р.
Разом з тим на межі ХХ-XXI ст. Західний нафтогазоносний регіон України суттєво вичерпаний. Виробка видобувних запасів нафти по Бориславському родовищу становить 73%, по Східницькому — 99,5%, у решти родовищ виробка запасів менша.
На часі вивчення історії нафтовидобутку і музеєфікація старих промислів.

## Історія сучасних нафтогазоносних регіонів України
Див. також Історія нафтогазовидобування в Східній Україні, Історія нафтогазовидобування в Південному регіоні України
- Східний нафтогазоносний регіон України — охоплює лівобережжя Дніпра. В адміністративному відношенні включає Чернігівську, Сумську, Полтавську, Дніпропетровську, Харківську, Луганську та частково Донецьку області. У цьому регіоні міститься близько 85% запасів природного газу та близько 61% видобувних запасів нафти України. Тут відкрито 205 родовищ вуглеводнів (180 з них включені до Державного балансу). Початкові видобувні запаси регіону становлять близько 3410 млн т умовного палива.

Виняткове значення для розвитку нафтовидобутку в Україні у післявоєнний період мало відкриття нового нафтогазового регіону — Дніпровсько-Донецької западини, який незабаром став основним за запасами і видобутком нафти та газу.
Уперше на території Східної України нафту одержано у 1936 р. в Сумській обл. на Роменській структурі, де при бурінні свердловини на глибинах 200–400 м було виявлено брекчію, просякнуту нафтою, дебіт якої при випробуванні становив близько 2 т/добу. Роменська структура пов'язана з солянокупольною тектонікою. В межах Дніпровсько-Донецької западини виявлено інші соляні структури, на яких здійснювалося розвідувальне буріння в 1937–1941 рр. За цей період пробурено 52 структурні та 44 розвідувальні й експлуатаційні свердловини, за весь період розвідки і експлуатації — всього 108. Видобуток нафти тут розпочався в 1940 р. і склав 10 тисяч т.
Після Другої світової війни на Роменській структурі провадилися сейсмічні дослідження і пробурено ще 12 розвідувальних свердловин. Встановлено скупчення нафти, але дебіти свердловин були дуже низькі і швидко зменшуються, а експлуатація родовища нерентабельна. Тому перший нафтопромисел на Сході України був ліквідований в 1948 р.
- Південний нафтогазоносний регіон України — охоплює Західне та Північне Причорномор'я, Північне Приазов'я, Крим, українські зони Чорного і Азовського моря. Адміністративно включає Одеську, Миколаївську, Херсонську, Запорізьку і частково Донецьку області та Автономну Республіку Крим.

Площа — 290,6 тис. км², в тому числі акваторій — 123, 5 тис. км2. Станом на 2000 р. виявлено 39 родовищ: 10 нафтових, 7 газоконденсатних, 22 газових.
Надра півдня України здавна відомі як вмістилище природних вуглеводнів. Про це свідчать, зокрема, амфори з нафтою в могильниках Боспорського царства (4-2 тис. р. до Р. Х.), знайдені на Керченському півострові.
Буріння перших неглибоких свердловин поблизу природних виходів нафти на земну поверхню на Керченському півострові (1864 р.) значних результатів не дало, однак на окремих площах було створено невеликі нафтопромисли з видобутку нафти. У 20-х роках XX ст. під керівництвом А. Д. Архангельського виконані науково-дослідні роботи по вивченню стратиграфії і тектоніки Керченського півострова, оцінці його нафтогазоносності. У 1935–1937 рр. В. В. Колюбинською, Г. О. Личагіним та М. В. Муратовим узагальнено геологічний матеріал по всьому Кримському півострову і складено геологічну карту масштабу 1:100000. Визначено головні напрямки пошуково-розвідувальних робіт на нафту і газ на Керченському півострові і рекомендовані структури, перспективні у відкладах міоцену і майкопської серії. Бурові роботи велися створеним у 1933 р. трестом «Кримнафтогаз».
У 1944 р. створено трест «Кримнафтогазрозвідка», що дозволило збільшити обсяги пошукового буріння, охопити нові райони, включаючи Рівнинний Крим і Північне Причорномор'я, а також розширити стратиграфічний діапазон досліджуваних відкладів. У цей період комплексні геофізичні роботи стають основою для нових геологічних побудов. За даними гравіметричної зйомки (1946–1952 рр.) складено зведену карту аномалій сили тяжіння масштабу 1:500000 для Рівнинного Криму. У 1947–1949 рр. проведена геомагнітна зйомка масштабу 1:200000. Значну роль у розвитку нафтогазопошукових робіт відіграли сейсмічні дослідження методом відбитих хвиль (МВХ), які обов'язковою і достатньою підставою для постановки пошукового буріння на нафту і газ на локальних об'єктах.
У 1944–1960 рр. пошуки родовищ вуглеводнів поширюються і на інші регіони Криму і Присивашшя, зростають їх стратиграфічний обсяг до відкладів нижньої крейди включно і глибина буріння. Однак родовищ, які б мали промислове значення, виявлено не було.
Перший фонтан газу в Рівнинному Криму отримано на Задорненській площі з утворень палеоцену у 1960 р. Згодом були відкриті Октябрське нафтове та Глібовське і Карлавське газові родовища (1961 р.). Протягом 60-х років XX ст. геофізичними роботами виявлені пастки не лише в палеоценових, але і в майкопських відкладах. Глибоким бурінням відкрито ще ряд родовищ газу. Все це дозволило прокласти перші в Криму газопроводи (1966–1967 рр.) з Глібовського родовища до Євпаторії, Сак, Сімферополя, Бахчисарая та Севастополя. Пізніше були підключені інші газові родовища і вся система газопостачання Криму з'єднана з загальноукраїнською (1976 р.)
З 1970 по 1990 рік у північно-західній частині шельфу Чорного моря геофізичними методами було виявлено близько 46, а в акваторії Азовського моря — 22 перспективних структури.
У 2009 році запаси газу в Україні становили 785,4 млрд м.³